# Parästhesie
Eine Parästhesie (altgriechisch παραίσθησις par-aisthesis, deutsch ‚neben, daran vorbei‘-Wahrnehmung) ist eine krankhafte Empfindung auf der Haut ohne erkennbare adäquate physikalische Reize. Sie wird von den Betroffenen meist als Kribbeln, „Ameisenlaufen“, Pelzigkeit, Prickeln, Jucken, Schwellungsgefühl und Kälte- oder Wärmeempfindung beschrieben. Die Berührungsempfindung der Haut (z. B. geprüft mit einer Feder) kann in dem betroffenen Gebiet durchaus normal sein. Parästhesien können durch eine Schädigung peripherer Nerven, einer Nervenwurzel, des Rückenmark-Hinterstrangs oder des somatosensorischen Cortex bedingt sein. Die Lokalisation der Parästhesie hilft den Schädigungsort zu bestimmen.
Die Missempfindungen entspringen einer Übererregbarkeit peripherer, sensibler Rezeptoren und Nervenfasern oder Bahnen des Zentralnervensystems. Bei Letzterem manifestiert sich die Missempfindung gelegentlich als Kälteparästhesie.
Die Übererregbarkeit wird durch Schädigungen der nicht-myelinisierten Endaufzweigungen sensibler Nervenfasern und dadurch bedingten spontanen Entladungen bedingt oder beruht auf ephaptischer Übertragung, also einem fehlerhaften Reizübersprung zwischen einzelnen Nervenfasern bei Schädigung der isolierenden Myelinschicht. Parästhesien können durch verschiedene Erkrankungen oder durch die Einnahme verschiedener Substanzen verursacht werden:
- als Nebenfolgen akuter Vergiftungen und – dauerhafter – auch bei Zuckerkrankheit oder Alkoholsucht im Rahmen von Polyneuropathien („Mehrfach-Nerven-Erkrankungen“),
- mechanische Kompression von Nerven, was im Alltag die häufigste und vorübergehende Ursache von Parästhesien ist,

- Schmerzhaft-brennend als Kausalgien treten Parästhesien vor allem bei akuten bis subakuten Durchblutungsstörungen der Nerven auf, z. B. bei peripherer arterieller Verschlusskrankheit und Arteriosklerose,
- Unangenehm elektrisierend und weit fortleitend bei direkter Nervenreizung, etwa flüchtig im Rahmen einer Lumbalpunktion, vorübergehend bei Plexusanästhesierung und elektrischen Muskeluntersuchungen (z. B. Elektromyografie), ggf. länger andauernd oder wiederkehrend bei unvollständigen Nervendurchtrennungen im peripheren Nervensystem oder plötzlich einsetzend als eine Ischialgie bei größeren Bandscheibenvorfällen,
- Vorübergehend bei einer gestörten Reizweiterleitung bei Hypokalziämie,
- Als Nebenwirkung von Medikamenten wie Acetazolamid, Venlafaxin, Buspiron, Buprenorphin, Mirtazapin, Oxaliplatin,[4] Topiramat oder Paroxetin und anderen Serotonin-Wiederaufnahmehemmern,
- bei der hochdosierten Einnahme von β-Alanin als Nahrungsergänzungsmittel zur Stimulation des Muskelaufbaus im Fitness-Sport und Bodybuilding,
- psychogen als Symptome bei einer Panikattacke,
- Schädigungen der Hinterstränge des Rückenmarks, z. B. bei einem Vitamin-B12-Mangel,
- Schädigung des Thalamus, z. B. bei einem Hirninfarkt.

Insbesondere leichte Parästhesien können auch ohne ersichtlichen Grund auftreten und haben in der Regel nichts zu bedeuten.